# Samuel Alito
Samuel Anthony Alito Jr. (Trenton, 1º aprile 1950) è un giurista statunitense.
È stato nominato giudice della Corte Suprema degli Stati Uniti dal presidente statunitense George W. Bush il 31 ottobre 2005, dopo le dimissioni dalla carica del giudice Day O'Connor. Alito è stato confermato dal Senato tre mesi dopo, il 31 gennaio 2006.

## Biografia
Alito è nato a Trenton, nel New Jersey, ed è di discendenza italiana (i suoi nonni venivano da Roccella Ionica, provincia di Reggio Calabria, e Palazzo San Gervasio, provincia di Potenza). Si è laureato presso l'Università di Princeton nel 1972 e poi ha studiato giurisprudenza all'Università di Yale, laureandosi nel 1975.
Nel 1972 ha scritto una tesi di oltre 100 pagine sulla Corte costituzionale della Repubblica Italiana, che ne illustra la nascita, la composizione, il funzionamento, i casi principali sul fronte dei diritti civili, il rapporto con Vaticano e società nonché i conflitti con la Cassazione e i giudici ordinari. Il testo era uno dei pochissimi in inglese sull'argomento e contiene ringraziamenti a Salvatore Messina, Giuseppe Di Federico e Antonio La Pergola.
Negli anni ottanta, Alito ha lavorato come avvocato per il governo degli Stati Uniti, in particolare sotto l'amministrazione del Presidente Ronald W. Reagan. Dal 1981 al 1985 è stato assistente dell'avvocato del Governo degli Stati Uniti (Solicitor General) Rex E. Lee e successivamente vice-assistente del procuratore generale degli Stati Uniti (U.S. attorney general) Edwin Meese dal 1985 al 1987.
Nel 2006 ha preso il posto alla Corte suprema della prima donna giudice, Sandra Day O'Connor, ritiratasi. La nomina del giudice Alito è avvenuta dopo che il Presidente Bush ha ritirato la nomina della consulente Harriet Miers. Gruppi di conservatori USA sostennero vivacemente la scelta di Alito alla Corte suprema, mentre settori liberal mostrarono preoccupazione per il fatto che il giudice Alito potesse spostare l'equilibrio della Corte suprema a destra. In effetti, il senatore democratico John Kerry cercò di bloccare in Senato la votazione finale sulla conferma di Alito (che fu approvata per 58 voti a favore contro 42), ma non riuscì a disporre del numero necessario di voti per tale azione.
Alito è considerato un giudice di orientamento conservatore, essendo fedele ad un'interpretazione di matrice originalista della Costituzione e favorevole ad un forte potere esecutivo presidenziale, oltre a sottolineare l'importanza dell'autonomia degli stati. A causa delle sue opinioni giudiziarie Alito è stato soprannominato "Scalito", per i numerosi punti in comune con l'altro, ora defunto, membro della Corte suprema degli Stati Uniti Antonin Scalia, anch'egli dell'ala conservatrice.
Il 15 giugno 2020 è uno dei tre giudici - gli altri sono Brett Kavanaugh e Clarence Thomas - che votano contro l'estensione dei Civil Rights Act del 1964 anche alle persone gay e trans.
Nel 2022 è stato l'autore principale della sentenza Dobbs contro Jackson Women's Health Organization, che ha abolito la storica decisione della Corte Suprema Roe contro Wade, che aveva stabilito il diritto all'aborto a livello federale in tutti gli Stati Uniti a partire dal 1973.